# Leucophenga todai
Leucophenga todai är en tvåvingeart som beskrevs av Vasily S. Sidorenko 1991. Leucophenga todai ingår i släktet Leucophenga och familjen daggflugor.
Artens utbredningsområde är Ukraina. Inga underarter finns listade i Catalogue of Life.